# کیم هوان هی
کیم هوان هی (کره‌ای: 김환희؛ زادهٔ ۲۵ اوت ۲۰۰۲) بازیگر اهل کره جنوبی است. او در سال ۲۰۰۸ به عنوان بازیگر کودک فعالیتش را آغاز کرد و از آن زمان تاکنون مشغول فعالیت بوده‌است.
از فیلم‌ها یا برنامه‌های تلویزیونی که وی در آن نقش داشته‌است می‌توان به تو بهترینی، دنیای زیبا، وقتی هوا خوبه، اوه روح من و  شیون اشاره کرد.